# Кульчукай
Кульчука́й (каз. Құлшықай) — село у складі Мендикаринського району Костанайської області Казахстану. Входить до складу Каракогинського сільського округу.
Населення — 148 осіб (2021; 308 у 2009, 232 у 1999, 343 у 1989).